# 京都府道・兵庫県道122号久美浜気比線
京都府道・兵庫県道122号久美浜気比線（きょうとふどう・ひょうごけんどう122ごう くみはまけひせん）は、京都府京丹後市から兵庫県豊岡市に至る一般府県道である。

## 概要
京都府京丹後市久美浜町から兵庫県豊岡市気比に至る。府県境には分断区間あり。

### 路線データ
- 起点：京都府京丹後市久美浜町（栄町交差点、国道178号交点、京都府道670号久美浜停車場線終点）
- 終点：兵庫県豊岡市気比（兵庫県道・京都府道11号香美久美浜線交点）

## 路線状況

### 重複区間
- 京都府道670号久美浜停車場線（京都府京丹後市久美浜町・栄町交差点（起点） - 京丹後市久美浜町・久美浜駅前交差点）
- 兵庫県道・京都府道11号香美久美浜線（京都府京丹後市久美浜町・土居交差点 - 京丹後市久美浜町・須地交差点）
- 京都府道49号久美浜湊宮浦明線（京都府京丹後市久美浜町・須地交差点 - 京丹後市久美浜町湊宮・空下交差点）

## 地理

### 通過する自治体
- 京都府
  - 京丹後市
- 兵庫県
  - 豊岡市

### 交差する道路
| 交差する道路                                                                              | 都道府県名 | 市町村名 | 交差する場所 | 交差する場所      |
| ----------------------------------------------------------------------------------------- | ---------- | -------- | ------------ | ----------------- |
| 国道178号 国道312号 重複 京都府道670号久美浜停車場線 重複区間起点                         | 京都府     | 京丹後市 | 久美浜町     | 栄町交差点 / 起点 |
| 京都府道670号久美浜停車場線 重複区間終点                                                  | 京都府     | 京丹後市 | 久美浜町     | 久美浜駅前交差点  |
| 兵庫県道・京都府道11号香美久美浜線 重複区間起点                                           | 京都府     | 京丹後市 | 久美浜町     | 土居交差点        |
| 兵庫県道・京都府道11号香美久美浜線 重複区間終点 京都府道49号久美浜湊宮浦明線 重複区間起点 | 京都府     | 京丹後市 | 久美浜町     | 須地（）交差点    |
| 京都府道49号久美浜湊宮浦明線 重複区間終点                                                 | 京都府     | 京丹後市 | 久美浜町湊宮 | 空下（）交差点    |
| 通行不能区間                                                                              |            |          |              |                   |
| 兵庫県道・京都府道11号香美久美浜線                                                        | 兵庫県     | 豊岡市   | 気比         | 終点              |

### 交差する鉄道
- 北近畿タンゴ鉄道宮津線

### 沿線
- 北近畿タンゴ鉄道宮津線 久美浜駅
- 久美浜郵便局
- 京丹後市立久美浜小学校
- 豊岡市立港小学校
- 豊岡市立港中学校